# Ходіння ігумена Даниїла
«Ходіння ігумена Даниїла» — пам'ятка паломницької літератури Київської Русі XII століття, присвячена мандрівці до Палестини ігумена Даниїла, що була здійснена ним між 1106 і 1108 роками. Пам'ятка української мови.
У центрі уваги твору — опис християнських святинь. Одночасно змальовано побут місцевого населення — мусульман та християн, розповідається про землеробство, скотарство, садівництво, рибальство.
Чимала кількість економічно-географічних даних вигідно відрізняє «Ходіння» від інших описів Палестини. Цю пам'ятку можна розглядати як перший історично-літературний твір, де відображене уявлення освічених людей Київської Русі про економічну географію інших країн.

## Опис
«Житіє і ходіння Данила, Руської землі ігумена» — яскрава оповідь про паломництво до Святої Землі. Стиль автора простий і зрозумілий, адресований найширшому загалові читачів — ченцям, знаті, простим людям. «Житіє і ходіння» перейнято високим пафосом звеличення святих місць, прагненням розповісти землякам про побачені ним землі.
Твір будується на враженнях Данила: він плив морем із Константинополя до Яффи, а звідти — до Єрусалиму. Автор оповідає про острови і приморські міста, головну увагу звертає на храми, монастирі, святі місця. Схвально описує єрусалимського короля Балдуїна І, який розповів руському ігуменові багато цікавого про Святу Землю. Данило відвідав Йордан, лавру св. Сави, Віфлеєм, Херон, Галілею, Фавор, Назарет, Кану Галілейську, Акру, Кесарію, Самарію та інші святі місця.
Данило молитвено згадував імена руських князів. У лаврі св. Сави він записав їх для поминання, розташувавши по старшинству.
Данило називав себе «руської землі ігуменом», підкреслюючи, що є не приватною особою, а представником всієї Руської землі

## Списки
- рукопис Красинського (XVI ст., аркуші 91 зв. — 128)

## Видання
- Житье и хождение Даниила, Русьскыя земли игумена. — 1106—1107 гг. // ППС—1883 Т 1, вып. 3, 1885.— Т 3, вып 3.
- Хождение игумена Даниила / Подгот. текста, пер. и коммент. Г. М. Прохорова // ПЛДР: XII век. М.,1978. С. 24—115; 627—645.
- Білецький, О.. Хрестоматія давньої української літератури. С. 76—79. (уривки)

## Переклади
російською
- Хождение игумена Даниила / Подгот. текста, пер. и коммент. Г. М. Прохорова // ПЛДР: XII век. М.,1978. С. 24—115; 627—645.

українською
- Житіє і ходіння Данила, Руської землі ігумена (переклад Г. Бойка) // Тисяча років української суспільно-політичної думки. У 9-ти т. Київ, 2001. Том I. С.373-392. (повний український переклад)

Існують два французькі, німецький та англійський переклади, видані в XIX ст.